# Скороди (Логойський район)
Скороди — (біл. вёска Скороды), село (веска) в складі Логойського району розташоване в Мінській області Білорусі, підпорядковане Заріченській сільській раді.
Село Скороди розташоване в центральних районах Білорусі, в північній частині Мінської області - орієнтовне розташування [Архівовано 25 серпня 2011 у WebCite].